# Lampichthys procerus
Lampichthys procerus är en fiskart som först beskrevs av Brauer, 1904.  Lampichthys procerus ingår i släktet Lampichthys och familjen prickfiskar. Inga underarter finns listade i Catalogue of Life.